# Aérodrome de Sullivan Bay
L'aérodrome de Sullivan Bay est un aérodrome situé en Colombie-Britannique, au Canada.